# 江下站
江下站（韓語：강하역）是朝鮮民主主義人民共和國两江道金正淑郡江下里的一個鐵路車站，属于北部内陆线。

## 历史
- 1987年11月27日，落成使用。

## 邻近车站
北部内陆线
松田站 - 江下站 - 新坡青年站